# Ensayo de penetración de cono

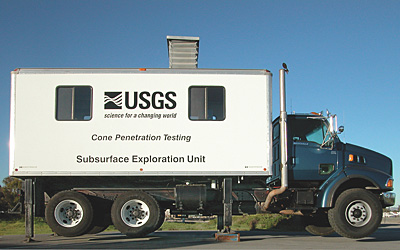
Un camión CPT operado por la USGS

Versión simplificada del penetrómetro de cono.

Un ensayo de penetración en cono o penetración en cono es un método utilizado para determinar las propiedades de ingeniería geotécnica de los suelos y delinear la estratigrafía del suelo. Inicialmente se desarrolló en la década de 1950 en el Laboratorio Holandés de Mecánica de Suelos en Delft para investigar suelos blandos.
Basado en esta historia, también se lo ha llamado la "prueba del cono holandés". Hoy en día, el cone penetration test (CPT) es uno de los métodos de suelo más utilizados y aceptados para la investigación de suelos en todo el mundo.
El método de prueba consiste en empujar un cono instrumentado, con la punta hacia abajo, hacia el suelo a una velocidad controlada de 1,5-2,5 cm/s. La resolución del CPT al delinear capas estratigráficas está relacionada con el tamaño de la punta del cono, con puntas de cono típicas que tienen un área de sección transversal de 10 o 15 cm², que corresponde a diámetros de 3,6 y 4,4 cm. Se desarrolló  muy temprano un penetrómetro de substracción ultraminiatura de 1 cm² y se usó en un programa de diseño de suelo / estructura de sistema de lanzamiento de misiles balísticos móvil de los EE. UU. (MGM-134 Midgetman) en 1984 en la Earth Technology Corporation de Long Beach, California.

## Historia y desarrollo

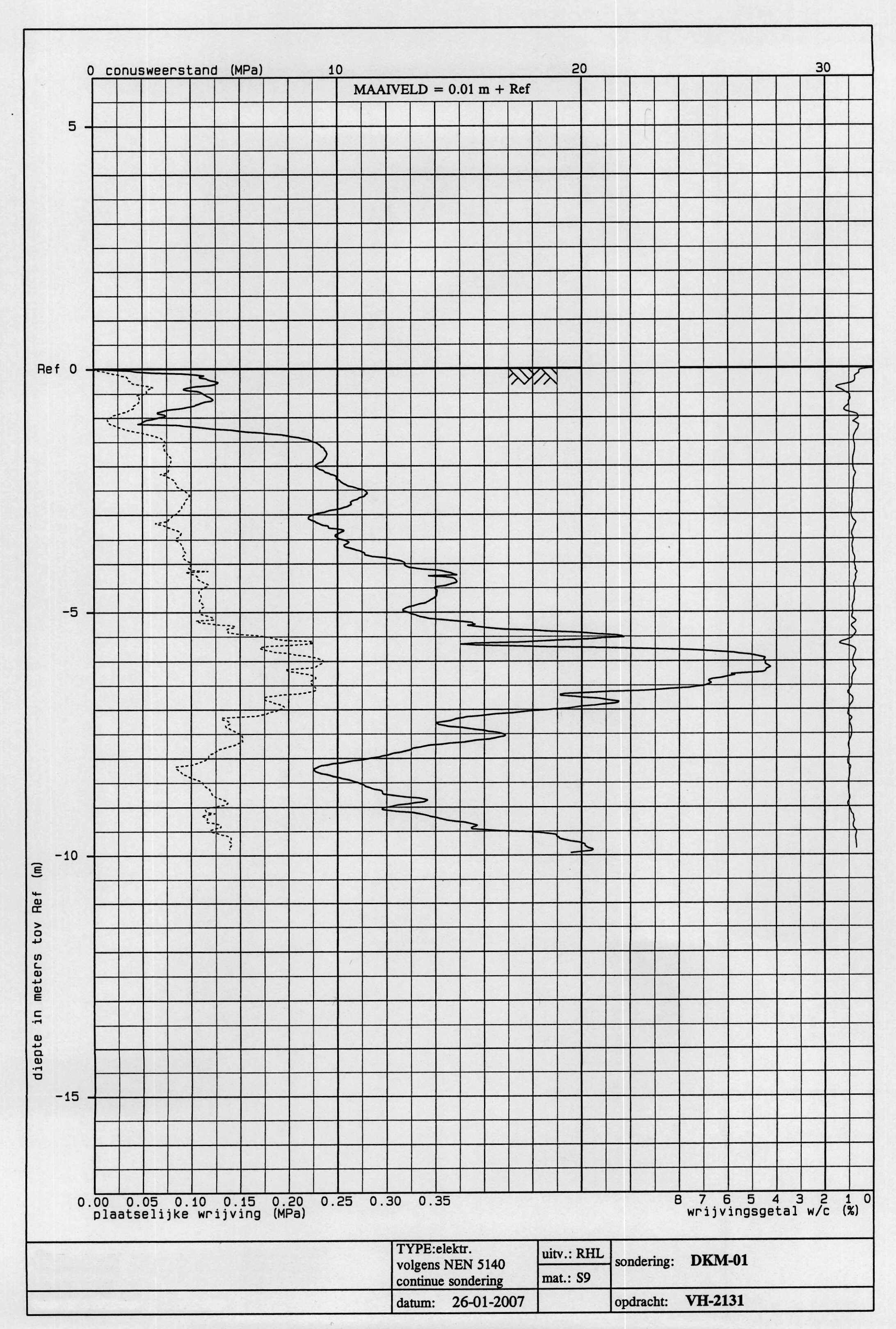
Resultado de resistencia y fricción a la izquierda y tasa de fricción (%) a la derecha en un ensayo de penetración de cono.

Las primeras aplicaciones de CPT determinaron principalmente la propiedad geotécnica del suelo de capacidad de carga. Los penetrómetros de cono originales incluían mediciones mecánicas simples de la resistencia total a la penetración para empujar una herramienta con una punta cónica hacia el suelo. Se emplearon diferentes métodos para separar la resistencia total medida en componentes generados por la punta cónica (la "fricción de la punta") y la fricción generada por la sarta de varillas. Se agregó una manga de fricción para cuantificar este componente de la fricción y ayudar a determinar la fuerza de cohesión del suelo en la década de 1960.[1] Las mediciones electrónicas comenzaron en 1948 y mejoraron aún más a principios de los años setenta.[2] La mayoría de los conos CPT electrónicos modernos ahora también emplean un transductor de presión con un filtro para recolectar datos de presión de agua intersticial. El filtro generalmente se ubica en la punta del cono (la llamada posición U1), inmediatamente detrás de la punta del cono (la posición U2 más común) o detrás del manguito de fricción (posición U3). Los datos de la presión del agua del poro ayudan a determinar la estratigrafía y se usan principalmente para corregir los valores de fricción de la punta para esos efectos. Las pruebas de CPT que también recopilan datos de este piezómetro se llaman pruebas de CPTU. Los equipos de prueba de CPT y CPTU generalmente avanzan el cono usando arietes hidráulicos montados en un vehículo con balasto o utilizando anclajes atornillados como fuerza opuesta. Una ventaja de la CPT sobre la prueba de penetración estándar (SPT) es un perfil más continuo de los parámetros del suelo, con datos registrados a intervalos típicamente de 20 cm, pero tan pequeños como 1 cm.
Los fabricantes de sondas de penetrómetro de cono y sistemas de adquisición de datos incluyen Hogentogler, que ha sido adquirida por la División Vertek de Asociados de Investigación Aplicada, [3][4] GeoPoint Systems BV [5] y Pagani Geotechnical Equipment.[6]            

## Parámetros adicionales para ensayo en sitio
Además de los conos mecánicos y electrónicos, a lo largo de los años se han desarrollado una variedad de otras herramientas implementadas con CPT para proporcionar información subsuperficial adicional. Una herramienta común avanzada durante las pruebas de CPT es un conjunto de geófonos para recopilar las ondas de corte sísmico y las velocidades de las ondas de compresión. Estos datos ayudan a determinar el módulo de corte y la relación de Poisson a intervalos a través de la columna del suelo para el análisis de licuefacción del suelo y el análisis de la fuerza del suelo de baja tensión. Los ingenieros usan la velocidad de la onda de corte y el módulo de corte para determinar el comportamiento del suelo bajo cargas vibratorias y de baja tensión. Herramientas adicionales tales como fluorescencia inducida por láser, fluorescencia de rayos X,[7] conductividad / resistividad del suelo,[8] pH, temperatura y sonda de interfaz de membrana y cámaras para capturar imágenes de video también están cada vez más avanzadas junto con la sonda CPT.    
Una herramienta desplegada CPT adicional utilizada en Gran Bretaña, Países Bajos, Alemania, Bélgica y Francia es un piezocono combinado con un magnetómetro triaxial. Esto se utiliza para intentar garantizar que las pruebas, perforaciones y pilas no se encuentren con artefactos explosivos sin detonar (UXB) ni con restos. El magnetómetro en el cono detecta materiales ferrosos de 50 kg o más en un radio de hasta aproximadamente 2 m de distancia de la sonda en función del material, la orientación y las condiciones del suelo.

## Estándares y usos
CPT para aplicaciones geotécnicas fue estandarizado en 1986 por ASTM Standard D 3441 (ASTM, 2004). ISSMGE proporciona estándares internacionales sobre CPT y CPTU. Más tarde, las normas de ASTM se han referido al uso de CPT para diversas actividades de caracterización de sitios ambientales y monitoreo de aguas subterráneas. Para las investigaciones geotécnicas del suelo, CPT es más popular en comparación con SPT como método de investigación geotécnica del suelo. Su precisión aumentada, velocidad de despliegue, perfil de suelo más continuo y costo reducido sobre otros métodos de prueba de suelo. La capacidad de avanzar herramientas de prueba in situ adicionales utilizando la plataforma de perforación directa CPT, incluidas las herramientas sísmicas descritas anteriormente, están acelerando este proceso.